# Douglas C-47 Skytrain
Douglas C-47A/B Skytrain byl americký dvoumotorový transportní letoun, který byl vojenskou verzí dopravního letounu Douglas DC-3 a je znám také pod označením RAF Dakota Mk. (I až IV). Letoun sloužil nejen jako nákladní, ale i jako výsadkový pod názvem Douglas C-53 Skytrooper, vlečný pro kluzáky, průzkumný, záchranný a cvičný TC-47B. Základní označení amerického námořnictva bylo pro tyto letouny R4D s přidaným číslem podle verzí. Účastnil se 2. světové války (operace Market Garden, Overlord, Husky, Varsity a Avalanche), války v Koreji i ve Vietnamu. V USA bylo vyrobeno 10 654 kusů, přes 2 000 jich bylo vyrobeno licenčně v SSSR jako Lisunov Li-2, dalších 485 bylo vyrobeno v Japonsku u firem Nakadžima a Šówa. Do poválečného Československého vojenského letectva byl typ zařazen pod označením D-47, čtyřicet ze 72 zakoupených C-47 létalo u ČSA.
Ve Vietnamu se nejvíce uplatnil ve verzi Douglas AC-47 Spooky, spíše však byl známější pod přezdívkou Spooky. V této verzi měl na levé (pilotově) straně na místě posledních 2 oken a trvale otevřených nákladových dveří namontovány tři kusy 7,62 mm kulometů a měl za úkol kroužit okolo cíle a soustředěnou palbou ze vše tří kulometů naráz doslova cíl rozsekat. Proto také přezdívka „Spooky - strašidlo“, neboť výsledky takového útoku byly vskutku děsivé.
Dne 30. června 1975 americké letectvo jako poslední vyřadilo letoun C-47D (sériové číslo 43-49507) a předalo jej Národnímu muzeu Letectva Spojených států amerických na Wrightových–Pattersonově letecké základně. Letoun měl nalétáno celkem 20 831 hodin.

## Specifikace (C-47A)

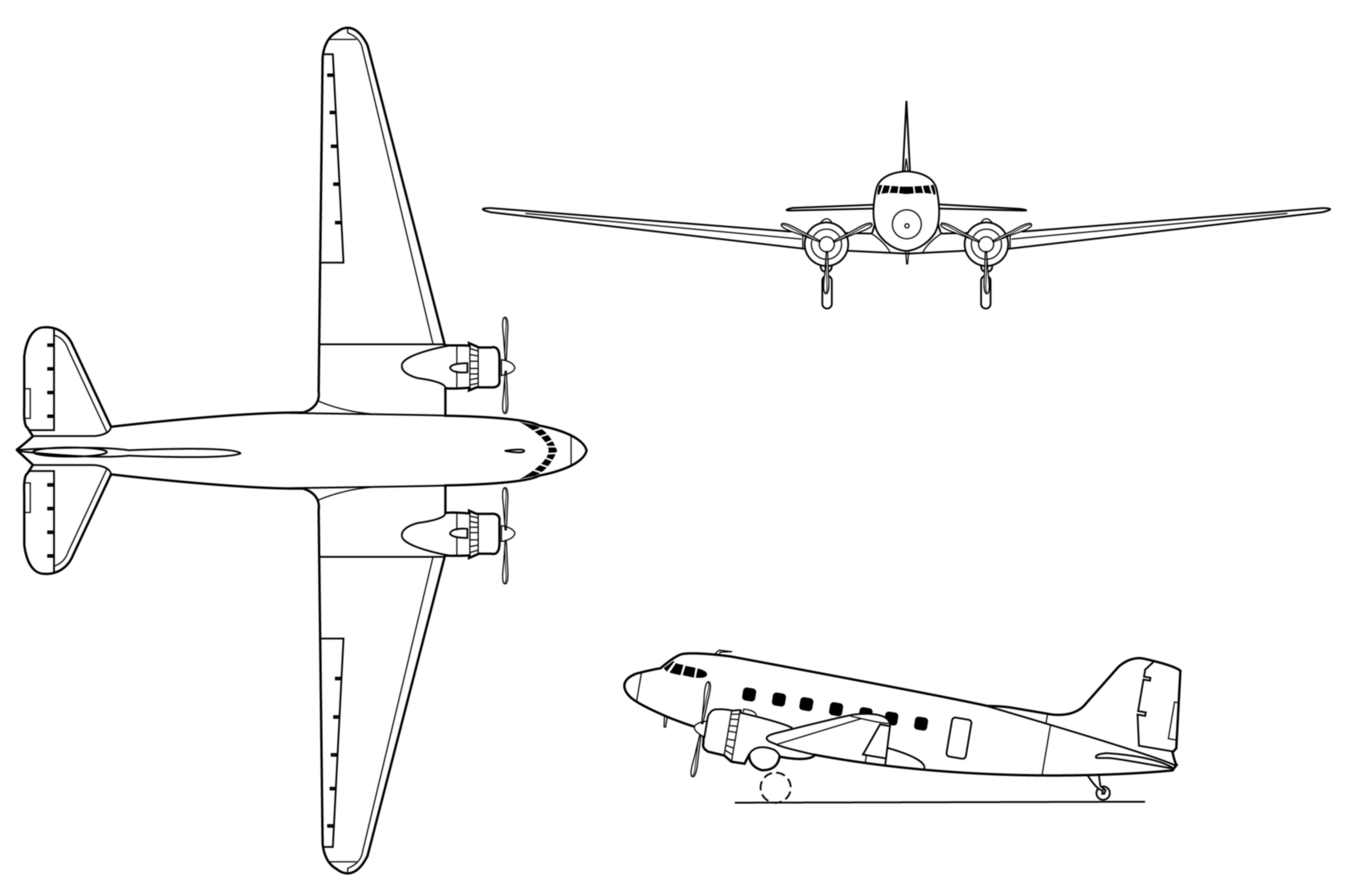
Třípohledový nákres C-47

### Technické údaje[4]
- Osádka: 3
- Kapacita: 27 vojáků či 4 540 kg nákladu
- Rozpětí: 29,11 m
- Délka: 19,46 m
- Výška: 5,15 m
- Nosná plocha: 91,97 m²
- Hmotnost prázdného letounu: 8263 kg
- Max. vzletová hmotnost: 13 302 kg
- Pohonná jednotka: 2 × dvouhvězdicový čtyřdobý vzduchem chlazený zážehový čtrnáctiválec Pratt & Whitney R-1830-92 Twin Wasp
  - Výkon: 882 kW

### Výkony
- Maximální rychlost v 2400 m: 380 km/h
- Cestovní rychlost: 320 km/h
- Dostup: 7320 m
- Dolet: 2 575 km
- Výstup na 3050 m: 9,6 min